# Станіслав Казімерчик

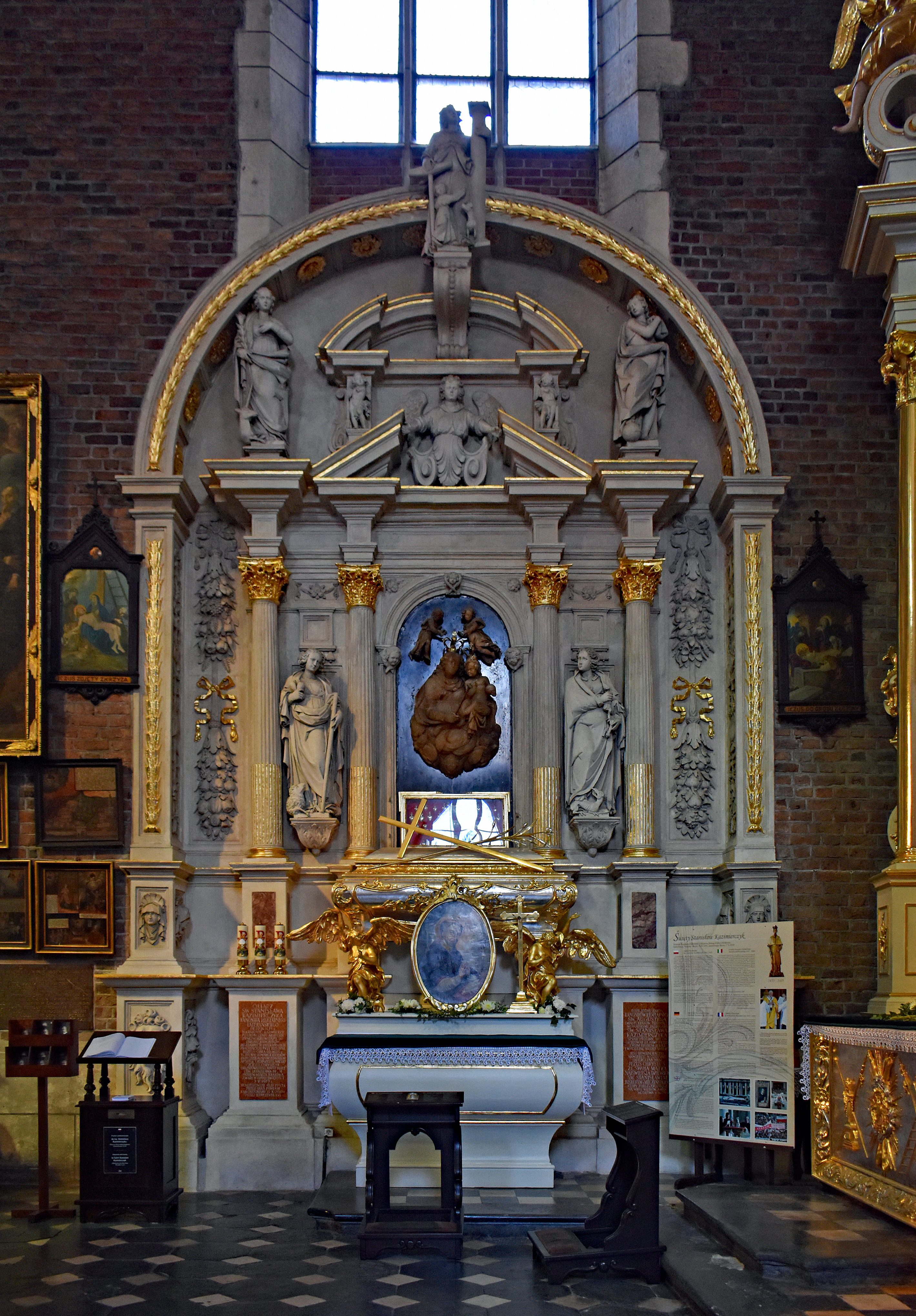
Сповідь св. Станіслава Казімєрчика в костелі Божого Тіла в Кракові.

Станіслав Казімерчик (насправді Станіслав Солтіс, Станіслав Кизимирчик; 27 вересня 1433, Казімеж (Краків) — 3 травня 1489, там же) — польський католицький священник, пресвітер, латеранський канонік, проповідник і пастор Кракова, святий католицької церкви.

## Біографія

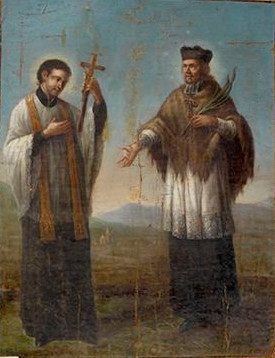
Зображення святого Станіслава зі святим Яном Непомуцьким

Згідно з автором найдавнішого писання, написаного 1609 р., він був сином радника Казимєжа Мацея Солтиса (Сколтета) і Ядвіги. Після закінчення парафіяльної школи при костелі Божого Тіла в Кракові продовжив навчання в Краківській академії. Він приєднався до ордену регулярних каноніків латеранських, а після висвячення на священика (1456) служив проповідником, магістром новіціату, пріором і сповідником у костелі Божого Тіла. У 1461 році отримав ступінь бакалавра. За свідченням пізніших агіографів, у 1466 році він здобув ступінь магістра філософії, а в 1467 році — теології.
Станіслав виконував апостолят як проповідник. Він проповідував польською та німецькою мовами, які потім були об’єднані у збірки, підвищуючи важливість повної участі у Святій Месі, про Євхаристію та Матір Божу. Його ставлення викликало довіру у віруючих, тому до нього зверталися за порадою та допомогою люди всіх станів. Опікувався бідними, хворими, співслужителями каноніків з монастиря. Він жив вірним духу Уставу св. Августина. Один із агіографів писав: «Своєю лагідною промовою і солодкою мовою він викликав страх Божий з великою користю», але не завжди був «улесливим, але сміливо в вульгарності він докоряв людські гріхи».
Рукопис «Sermones de tempore et de sanctis» зберігся донині, інший рукопис («Postilla beati Stanislai Casimiritani canonici ad ecclesiam Santcissimi Corporis Christi penes Cracoviam XV <<saec.>>») — було знищено в 1945 році.
Згідно з повідомленнями, він помер у монастирі в положенні на колінах. Його поховали за власним бажанням під підлогою костелу Божого Тіла в Кракові, а могила стала місцем поклоніння.
Пам'ять про його ставлення до Євхаристії, молитви, праці та виконання священицьких обов'язків сприяла поширенню культу Станіслава. За життя він користувався славою святого. Пізніший король Ян I Ольбрахт приписував перемогу над татарами 8 вересня 1487 року в битві під Копистшином завдяки благословенню Станіслава.
Відразу після смерті Станіслав був зарахований до групи шести блаженних felicis saeculi Cracoviae разом із Ізаяшем Бонером, св. Яном Канті, св. Шимоном з Липниці, Міхал Ґедройць і Свєнтославом Тихим. Через кілька років після його смерті було зібрано список із 176 благодатей, отриманих за його заступництвом, а в 1632 році – на відкритий саркофаг. Він був покровителем Казимєжа, а мощі Станіслава були у вежі ратуші.
Історія, посмертні чудеса та культ Станіслава надихали художників, напр. Лукаша Порембського («Imago visionis Servi Dei», 1619). У костелі Божого Тіла є його картина, яка називається «Felix saeculum Cracoviae» («Щасливий вік Кракова»), на якій є зображення св. Казимира серед згаданих святих. Є також розписи XVI століття, фереторії та вотивні картини.

## Беатифікація та канонізація
Зусилля щодо беатифікації Станіслава почалися в 1767 році, а після відновлення незалежності їх взяв отець Августин Блашут. Після Другої світової війни цей процес було відновлено і в 1969 році, під час візиту до парафії каноніків-регулярів Божого Тіла, митрополит Краківський архиєпископ кардинал Кароль Войтила відслужив Святу Месу перед вівтарем Станіслава. 15 грудня 1972 року він призначив Історичну комісію, яка зібрала документи, що свідчать про святість Станіслава. У 1986 році кардинал Францішек Махарський прокоментував законність культу, присвяченого Станіславу Казімерчику. 21 грудня 1992 року Іван Павло II затвердив культ Станіслава.
18 квітня 1993 року на вул. Петра в Римі Папа Іван Павло ІІ беатифікував Станіслава Казімерчика разом із Марією Анжелою Трушковською, засновницею Сестер Феліціанок, підтверджуючи його культ, кажучи про нього: 19 грудня 2009 року Папа Римський Бенедикт XVI підписав декрет про чудо за посередництвом Станіслава Казімєрчика, що уможливило його канонізацію, яка відбулася в Римі 17 жовтня 2010 року
Літургійний спомин Станіслава Казімєрчика відзначається в католицькій церкві щодня в річницю його смерті (3 травня), а також 5 травня (у Польщі).

## Дивись також
- Святі та блаженні католицької церкви
- польських святих і блаженних
- Молитва за заступництвом святих
- Беатифікований і канонізований Іваном Павлом ІІ
- Урочистість Пресвятих Тіла і Крові Христових